# Shire of Quairading
Shire of Quairading is een Local Government Area (LGA) in de regio Wheatbelt in West-Australië. In 2021 telde Shire of Quairading 961 inwoners. De hoofdplaats is Quairading.

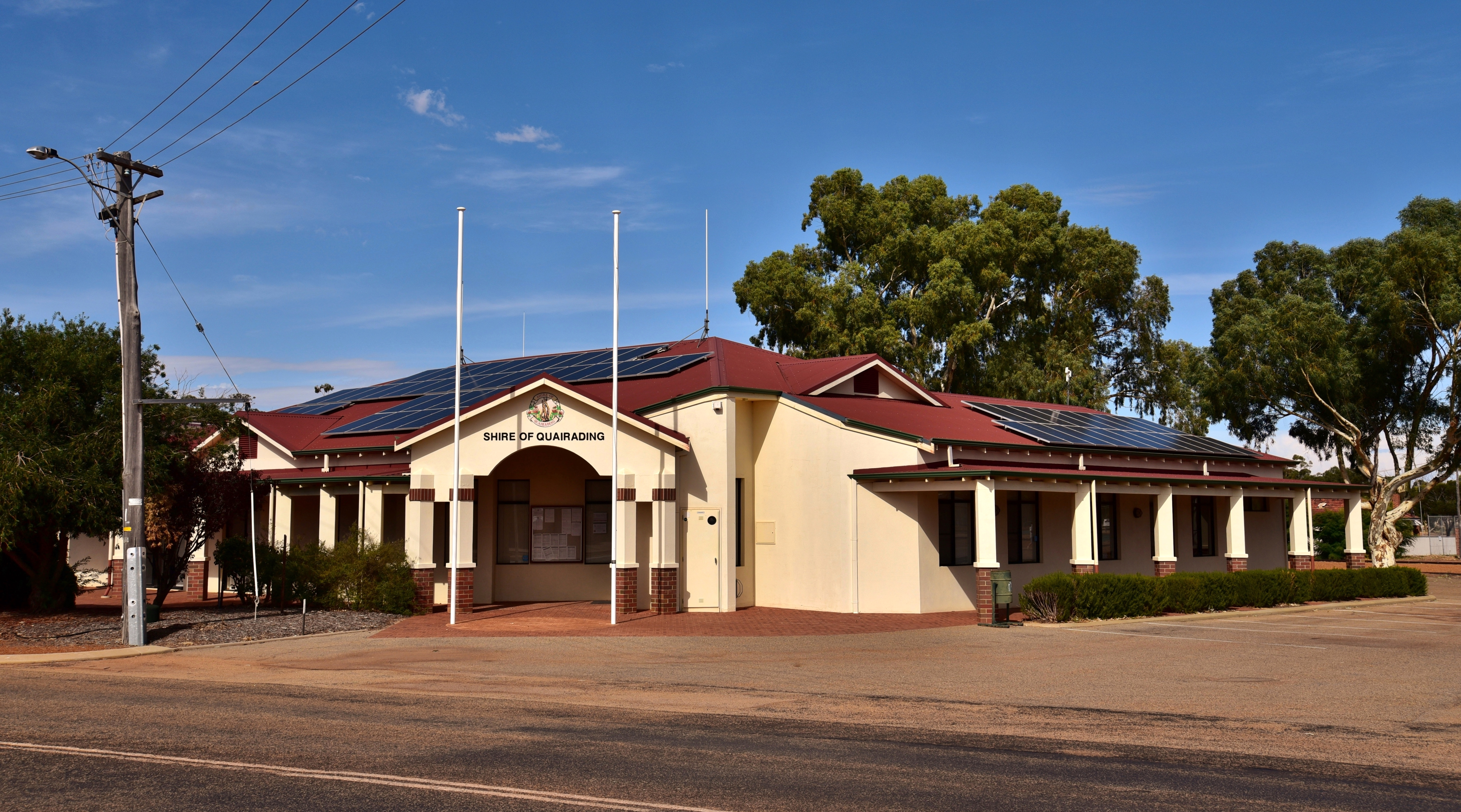
kantoren Shire of Quairading

## Geschiedenis
Het Quairading Road District werd op 12 mei 1922 opgericht. Ten gevolge van de Local Government Act van 1960 veranderde het district op 23 juni 1961 van naam en werd de Shire of Quairading.

## Beschrijving
Shire of Quairading is een landbouwdistrict in de regio Wheatbelt in West-Australië, 167 kilometer ten oosten van de West-Australische hoofdstad Perth. De economie bestaat uit de productie en teelt van graan, wol, hout, schapen en runderen en een ondersteunende dienstensector. Het is ongeveer 2.000 km² groot en telde 961 inwoners in 2021.

## Plaatsen, dorpen en lokaliteiten
- Quairading
- Badjaling
- Balkuling
- Dangin
- Doodenanning
- Pantapin
- Yoting
- Wamenusking
- South Caroling

## Bevolkingsaantal
| Jaar | Bevolkingsaantal |
| ---- | ---------------- |
| 1921 | 1.273            |
| 1933 | 1.754            |
| 1947 | 1.424            |
| 1954 | 1.721            |
| 1961 | 1.789            |
| 1966 | 1.687            |
| 1971 | 1.652            |
| 1976 | 1.470            |
| 1981 | 1.300            |
| 1986 | 1.243            |
| 1991 | 1.147            |
| 1996 | 1.173            |
| 2001 | 1.041            |
| 2006 | 1.022            |
| 2011 | 1.043            |
| 2016 | 1.019            |
| 2021 | 961              |